# Åryds kyrka
Åryds kyrka är en kyrkobyggnad i Lunds stift och tillhör Karlshamns församling i Åryd i Karlshamns kommun.

## Gamla kyrkan
På samma plats där nuvarande kyrka ligger fanns en 1200-talskyrka helgad åt den heliga Ursula. Kyrkan hade en stomme av sten och bestod av ett rektangulärt långhus med ett smalare, rakt avslutat kor. Yttermurarna var vitputsade ,yttertaket täckt med tjärad spån, medan kortaket 1698-1699 enligt uppgift var belagt med tegel. . Vid okänt tillfälle uppfördes ett vapenhus framför södra portalen. Troligen var vapenhuset byggt av korsvirke. Ett nytt vapenhus av tegel uppfördes år 1706. En murad sakristia vid korets norra sida uppfördes år 1770.
Eftersom kyrkan var tornlös hade klockorna sin plats i en klockstapel av trä belägen på kyrkogården.  Interiört var murarna vitputsade .Innertaket bestod av ett platt trätak med synliga bjälkar. Altarprydnaden utgjordes av ett medeltida altarskåp med skulpterade helgonbilder.I främsta rummet tronade Sankt Ursula med texten: "Ora pro nobis Sancta Ursula"- uttytt: " Bed för oss Heliga Ursula". Skåpet är tyvärr inte bevarat.  Medeltidskyrkan revs 1870 i samband med byggandet av nuvarande, betydligt större kyrkobyggnad.

## Den nuvarande kyrkan
Åryds nuvarande kyrka i nyromansk stil stil uppfördes åren 1870-1873 efter ritningar av kyrkobyggmästare Fredrik Bergström och invigdes 1873. 
Kyrkan har en stomme av gråsten och består av ett rektangulärt långhus med kor och absid i öster och torn i väster. Omfattningar till dörrar och fönster är av tegel. Långhuset har ett sadeltak, täckt av rödmålad plåt. Tornbyggnaden är försedd med en tornhuv med spira täckt av kopparplåt, krönt av en korsglob. I klockvåningen hänger Storklockan, inköpt från Trefaldighetskyrkan, Karlskrona 1872 dit den ursprungligen skänkts av Karl XI. Lillklockan är gjuten 1650 av Claus van Dam. 
Kyrkorummet som präglas av ljus och rymd i tidens ideal täcks av ett tredingstak. En skärmvägg avskiljer absiden med den bakomliggande sakristian från koret. Nya kyrkan har restaurerats åren 1914-1915 samt på 1930-talet. På 1960-talet lades nuvarande kalkstensgolv in. Öster om koret finns en rund absid som är avskild från sakristian med skrank.

## Inventarier[1]
- Altartavlan är målad 1911 av Josef Svanlund och har motivet den:"Uppståndne Kristus". Tavlan omges av en altaruppställning bestående av  pilastrar som bär upp en bruten trekant med ett förgyllt kors i mitten.
- Halvcirkelformad altarring.
- Predikstolen med baldakin är samtida med nuvarande kyrka.
- Dopfunten av trä med åttakantig cuppa och fot är samtida med nuvarande kyrka.
- Öppen bänkinredning från kyrkans byggnadstid.

## Orgel
- 1875 byggdes en orgel av E. A. Setterquist & Son i Örebro med 12 stämmor.
- 1961 byggdes nuvarande orgel av Frede Aagaard, Månsarp, och är en mekanisk orgel med 18 stämmor.

Disposition:
| Huvudverk II | Ryggpositiv I | Pedalverk C-d1 | Koppel |
| Principal 8' | Gedackt 8'    | Subbas 16'     | I/P    |
| Flöjt 8'     | Principal 4'  | Borduna 8'     | II/P   |
| Oktava 4'    | Blockflöjt 4' | Kvintadena 8'  | I/II   |
| Flöjt 4'     | Gemshorn 2'   | Nachthorn 2'   |        |
| Quinta 3'    | Scharff 2 kor | Fagott 16'     |        |
| Oktava 2'    |               |                |        |
| Tertia 1 3⁄5 |               |                |        |
| Mixtur 3 kor |               |                |        |